# Ordine Supremo del Rinascimento
L'Ordine Supremo del Rinascimento è un Ordine cavalleresco del regno di Giordania, visibile anche nel suo stemma nazionale.

## Storia
L'Ordine è stato fondato nel 1917 da Al-Husayn ibn Ali.

## Classi
L'Ordine dispone delle seguenti classi di benemerenza:
- Gran Cordone
- Grand'Ufficiale
- Commendatore
- Ufficiale
- Cavaliere
- Medaglia

## Insegne
- Il nastro fino al 1952 era diviso in tre parti una nera, una verde e una bianca con al centro della parte verde una sottile striscia rossa. Dal 1952 parte verde e quella bianca si sono invertite.